# Totální škoda
Totální škoda je označení poškození motorového vozidla v takovém rozsahu, kdy není jeho oprava možná, nebo by cena za opravu byla tak vysoká, že by se blížila ceně vozidla samotného nebo ji převyšovala. Pokud je oprava možná, jedná se o tzv. parciální škodu.
Poškozenému se vyplácí při likvidaci pojistné události totální škodou obvyklá cena vozu, od které se odečte cena použitelných dílů. Cenu určuje vždy likvidátor pojišťovny. Při totální škodě zaniká havarijní a doplňkové pojištění ale nikoli povinné ručení.

## Druhy totální škody
Totální škodu lze rozdělit na ekonomickou a technickou. U technické škody vozidlo již nelze opravit  a musí dojít k jeho likvidaci. Při ekonomické škodě je oprava vozidla možná, ale je to finančně nevýhodné.